# Brucella canis
Brucella canis je druh gramnegativních bakterií z čeledi Brucellaceae způsobující brucelózu psů. Jedná se o tyčinky nebo koky, nepohyblivé, kataláza pozitivní. Vnímavý k bakterii je pes a všechny volně žijící šelmy z čeledi psovitých. K infekci je vnímavý i člověk. Bakterie B. canis byla poprvé popsána v roce 1968 v USA, kde byla příčinou hromadných potratů chovaných bíglů..